# Thibaut Buccellato
Pour les articles homonymes, voir Buccellato (homonymie).
Thibaut Buccellato est un réalisateur français né le 21 janvier 1992 à Paris.

## Biographie
Thibaut Buccellato réalise en 2013 Je suis une rencontre qui obtient le prix des écoles au Festival Nikon.
En 2016 il réalise The Space Between Us,,, un court-métrage sur le célibat qui totalise plus de 100 000 vues.
En 2019, il sort deux courts-métrages : In the Night avec Nash Edgerton et Isabel Lucas, en sélection officielle au Manchester Film Festival et vainqueur du meilleur drame étranger au San Francisco Indie Fest, et The Wait avec Ekaterina Samsonov, en compétition au très court international film festival.
En 2020, sort Someone, Somewhere avec Rebecca Dayan et Jeremy McClain.
En 2021, Loving,,, réalisé et produit par Thibaut Buccellato sort sur internet. Tourné en 35mm, il met en vedette plus de 40 comédiens et comédiennes dont Déborah Lukumuena, Ophélie Bau, Lucas Bravo, Pierre Deladonchamps, Agathe Rousselle... En 2023, il sort It's Gonna be Okay, répondant à Loving, avec plus de 20 comédiens et comédiennes dont Marie Colomb, Pablo Pauly, Diane Rouxel, Younès Boucif, Lucie Zhang, Shaïn Boumedine, Fanny Sidney, Suzanne Jouannet, Sarah Perles, Syrus Shahidi ...
En 2022, il termine The Years You Left With Me, mettant en scène l'actrice et mannequin américaine Leyna Bloom et fait sa première au festival Chéries-Chéris de Paris et est entre aux sélectionné au Manchester Film Festival.
Son dernier cout-métrage en date How To Say Goodbye est sélectionné dans plusieurs festivals dont le Pink Screens Queer Festival de Bruxelles, le Image Out Rochester et le Indianapolis LGBT Film Festival.

## Filmographie

### Courts métrages
- 2014 : Je suis une rencontre
- 2016 : The Space Between Us
- 2019 : In the Night
- 2019 : The Wait
- 2020 : Someone, Somewhere
- 2021 : Loving
- 2022 : The Tears you Left With Me
- 2023 : It's Gonna Be Okay
- 2024 : How to Say Goodbye

## Distinctions
- 48h Film Project Paris 2012 : Prix de la meilleure réalisation[21] pour Réminiscences
- Festival Nikon (4e édition) : prix des écoles[22] pour Je suis une rencontre
- Très court International Film Festival 2016 : sélection Paroles de femmes pour The Space Between Us
- AS Film Festival de Rome 2017 : sélection Raisonnablement différent[23] pour The Universe and Me
- South Film and Arts Academy Festival, Chili, juin 2019 : meilleur film fantastique et mention spéciale pour le montage[24] pour In the Night
- Manchester Film Festival 2020 : sélection officielle[7] pour In the Night
- Festival Nikon (10e édition) : finaliste[25] pour The wait
- San Francisco Indie Fest : Best Foreign Drama[8] pour In the Night
- Buenos Aires Film Festival : Official Selection January-April 2020[26] pour In the Night
- Très court International Film Festival 2020 : sélection Paroles de femmes[27] pour The Wait
- Très court International Film Festival 2020 : sélection Internationale[28] pour Loving
- Festival Chéries-Chéris- Festival du film LGBTQI+ de Paris : sélection officielle [16]pour The Tears you Left With Me.
- Manchester Film Festival : Sélection officielle[17] pour The Tears you Left With Me.
- Image Out Rochester Festival : Sélection officielle[19] pour How to say Goodbye
- Pink Screens Bruxelles Queer Film Festival : Sélection officielle [18]pour How to say Goodbye
- Indianopolis LGBT Film Festival : Sélection officielle[20] pour How to say Goodbye.